# Leptomysis buergii
Leptomysis buergii är en kräftdjursart som beskrevs av Mihai Bacescu 1966. Leptomysis buergii ingår i släktet Leptomysis och familjen Mysidae. Inga underarter finns listade i Catalogue of Life.